# USS Holder (DD-819)
El USS Holder (DD-819) fue un destructor clase Gearing de la Armada de los Estados Unidos.

## Historia
Su quilla se puso el 23 de abril de 1945 y fue botado el 25 de agosto de ese mismo año. Fue dado de alta en la Armada de los Estados Unidos el 18 de mayo de 1946.
Fue comprado por Ecuador y entregado a la armada de este país el 1 de septiembre de 1978. El país sudamericano bautizó al buque BAE Presidente Eloy Alfaro (DD-01) y lo mantuvo hasta su baja en 1991.